# Châtillon (Hauts-de-Seine)

Położenie Châtillon w ramach aglomeracji paryskiej

Châtillon – miejscowość i gmina we Francji, w regionie Île-de-France, w departamencie Hauts-de-Seine. Jej burmistrzem jest Jean-Pierre Schosteck.
Według danych na rok 2012 gminę zamieszkiwało 34 960  osób, a gęstość zaludnienia wynosiła 11 973 osób/km². Wśród 1287 gmin regionu Île-de-France Châtillon plasuje się na 818. miejscu pod względem powierzchni.

## Współpraca
- Genzano di Roma, Włochy
- Merseburg, Niemcy
- Ratzeburg, Niemcy